# Tridentské knížecí biskupství
Tridentské knížecí biskupství (italsky Principato Vescovile di Trento, německy Hochstift Trient, Fürstbistum Trient, Bistum Trient) bylo ve středověku a raném novověku území pod světskou mocí tridentského biskupa a součást Svaté říše římské; dnes jde o historické území Tridentsko (ital. Trentino, něm. Trient i Triént, lat. Tridentum) v severní Itálii, nazvané podle města Trident a regionálně náležející k Tridentsku-Horní Adiži.

## Historie

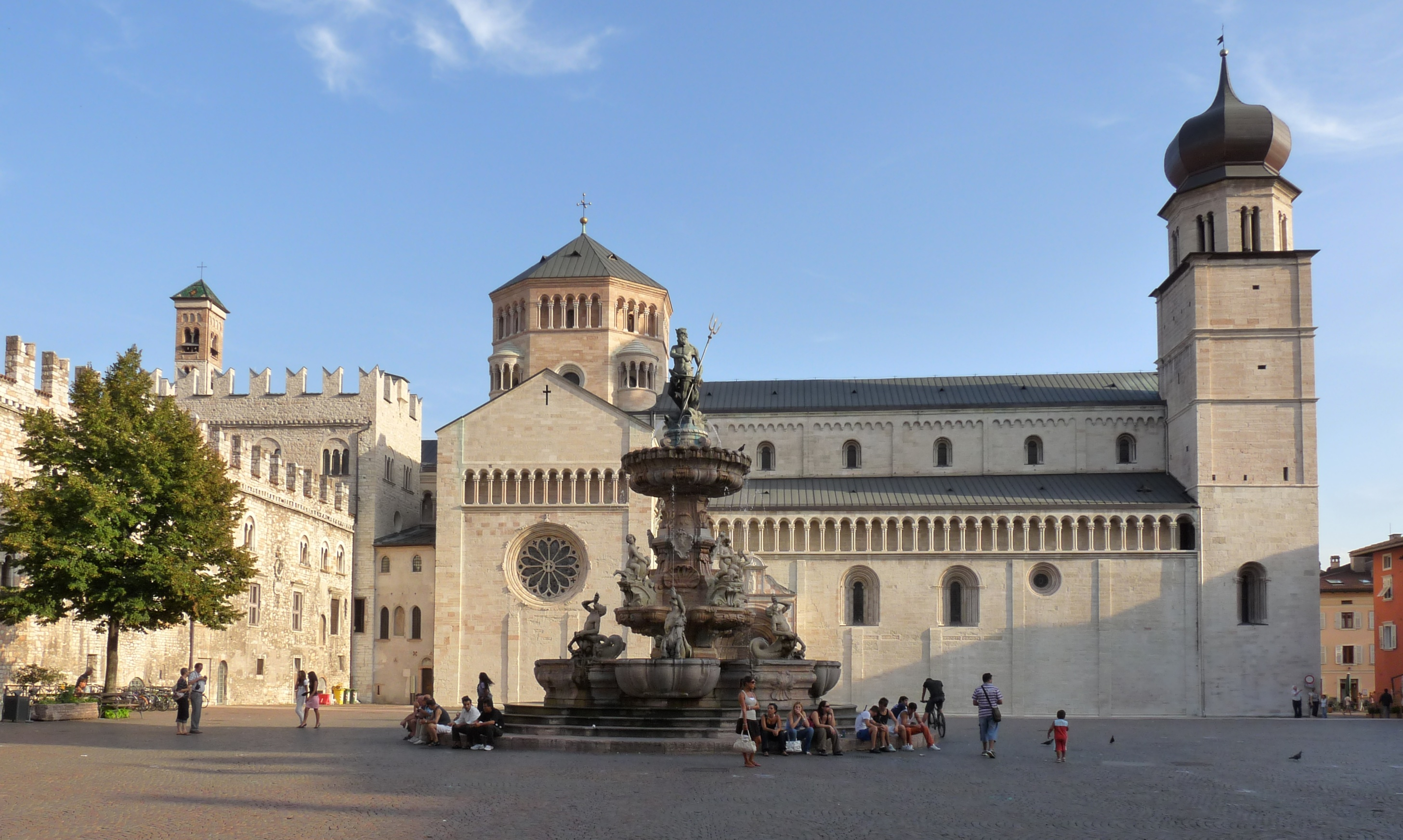
Katedrála (dóm) sv. Vigilia v Trentu

Trident, původně keltská osada, přešla v roce 24 př. n. l. do římských rukou (Tridentum) a byla od 2. století římskou kolonií. Za Langobardského království byl Trident v letech 568–574 centrem jednoho z vévodství (dukátů), když již od 4. století byl sídlem biskupa. Za Karla Velikého bylo území připojeno k Franské říši a později tvořilo součást Římsko-německé říše. V roce 952 připadl Bavorsku jako součást Veronského markrabství.

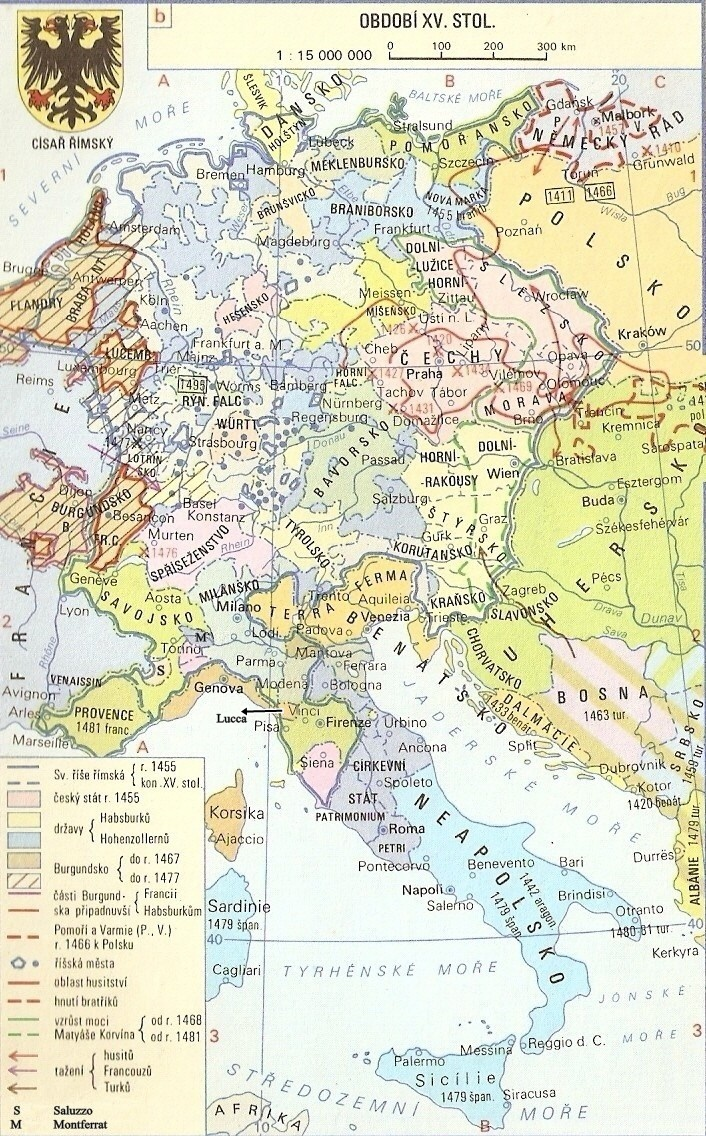
Evropa v 15. století

Císař Konrád II. povýšil Tridentsko roku 1027 na knížectví a zároveň svěřil biskupům světskou pravomoc. Knížata-biskupové byli členy říšského knížecího kolegia disponujícími virilním hlasem. V následujících stoletích význam i územní rozsah Tridentska rostl a postupně zaujímalo většinu území moderní Autonomní provincie Trento. Znakem tridentského knížectví a biskupství se stala svatováclavská orlice, udělená roku 1339 českým králem Janem Lucemburským. V letech 1543–1563 tu probíhal významný tridentský koncil, který dal rozhodující impuls protireformaci.
Po Napoleonově vpádu do Itálie bylo roku 1803 území sekularizováno a připojeno k Rakousku, po jeho porážce roku 1805 k Bavorsku a po místním povstání roku 1809 k Italskému království. Vídeňským kongresem (1814–1815) bylo Tridentsko znovu připojeno k Rakousku, v jehož rámci bylo začleněno do Okněžněného hrabství Tyrolska, přičemž Trident sám se stal později statutárním městem.
Na sklonku první světové války bylo Tridentsko (též Tridentské Benátsko, Jižní Tyrolsko, Horní Adiže – o rozloze 8 961 km²) obsazeno roku 1918 Itálií a na základě Saintgermainské mírové smlouvy (1919) s Rakouskem se stalo její součástí (dnes součást autonomního Tridentsko-Horní Adiže). Toto území pak bylo oblastí prakticky trvalého italsko-rakouského napětí a německy mluvící většina obyvatelstva dlouho projevovala separatistické tendence. Teprve roku 1971 došlo k dohodě a poskytnutí široké jazykové a kulturní autonomie.

## Symbolika státu

vlajka do roku 1796
vlajka 1801–1802
Znakem Tridentska je od roku 1308 přemyslovská plamínková orlice

## Poznámka
- Honzák, Pečenka, Stellner, Vlčková – Evropa v proměnách staletí, nakl. LIBRI, 1997